# ガスダーミンD
ガスダーミンD（英: gasdermin D、GSDMD）は、ヒトでは8番染色体に位置するGSDMD遺伝子によってコードされているタンパク質である。ガスダーミン（gasdermin）という名称は、このファミリーのタンパク質が主に胃腸（gastro-）と皮膚（dermato-）に発現していることに由来している。ガスダーミンファミリーは脊椎動物の間で保存されており、ヒトでは6種類のメンバー（GSDMA、GSDMB、GSDMC、GSDMD、GSDME（DFNA5）、ペジバキン）から構成される。ガスダーミンファミリーのメンバーは上皮細胞や免疫細胞を含むさまざまな細胞種で発現している。 GSDMDはがん抑制因子として作用することが示唆されている。

## 構造

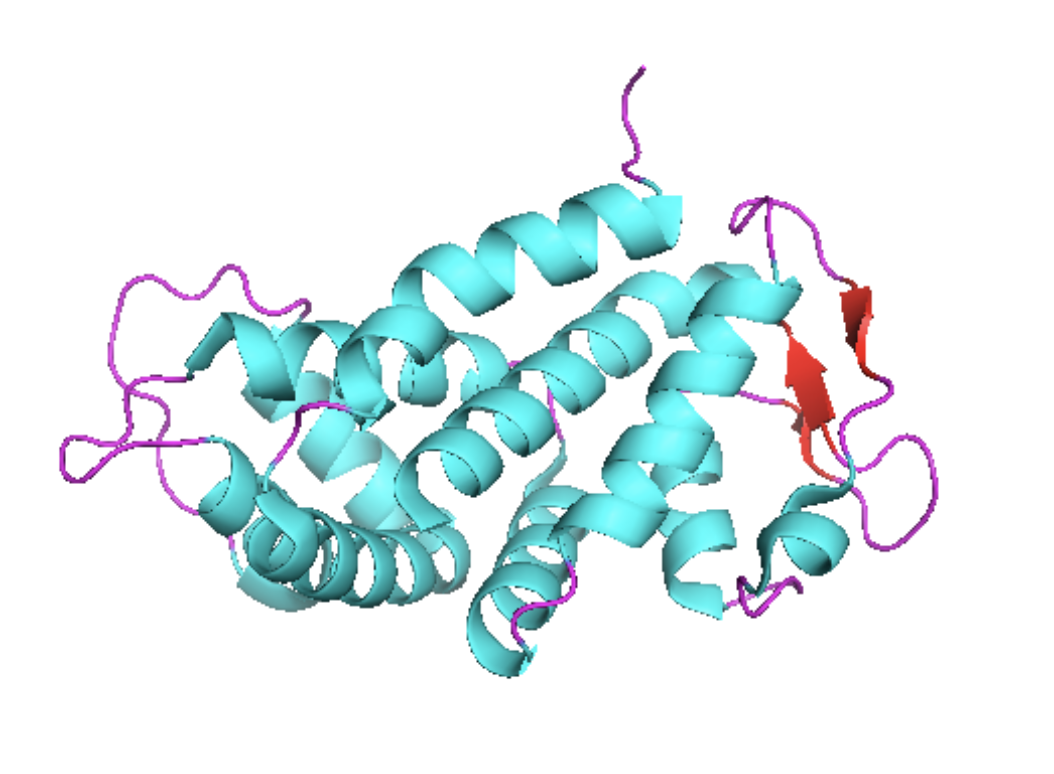
ガスダーミンDのC末端ドメインの構造

全長のGSDMDタンパク質は、31 kDaのN末端ドメイン（GSDMD-N）と22 kDaのC末端ドメイン（GSDMD-C）の2つのドメインから構成され、両者はリンカー領域によって隔てられている。GSDMD-Cはリンカーヘリックス、ヘリックスリピートI、ミドルドメイン、ヘリックスリピートIIという4つのサブドメインに分けられ、10本のαヘリックスと2本のβストランドによってコンパクトな球状のフォールドを形成する。ミドルドメインは逆平行βストランドと短いαヘリックスから構成される。GSDMD-Nとリンカーヘリックスの間に位置しているGSDMD-Cの柔軟なループ領域はGSDMD-Nのポケットに挿入され、全長タンパク質のコンフォメーションを安定化している。ドメイン間リンカー領域での切断後のGSDMD-Nは31から34個のサブユニットからなる巨大な膜貫通ポアを形成し、IL-1ファミリーのサイトカインの放出を可能にしてパイロトーシスを駆動する。

## 機能
GSDMDは炎症性カスパーゼ（カスパーゼ-1、-4、-5、-11）の特異的基質であり、またパイロトーシスと呼ばれる細胞溶解性・炎症性プログラム細胞死のエフェクター分子であることが明らかにされている。GSDMDは微生物感染やdanger signalに対する宿主の防御機構に必要不可欠な媒介因子である。GSDMD-Nの有するポア形成能は細胞の膨潤と溶解を引き起こすことで細胞内病原体の複製を防ぎ、また炎症性サイトカインIL-1βなど細胞質の内容物を放出して免疫細胞を感染部位へ動員し活性化するためにも必要とされる。さらに、GSDMDはカルジオリピンに結合して細菌の膜にポアを形成することで抗微生物作用を示している可能性もある。

## 自己阻害
通常の条件下では、GSDMD-NとGSDMD-Cの間のリンカーループが全長GSDMDタンパク質のコンフォメーションを安定化し、GSDMD-CがGSDMD-Nの側へ折り返されて自己阻害を行っているため、GSDMDはパイロトーシスの誘導が起こらない不活性状態となっている。炎症性カスパーゼによるドメイン間の切断によって自己阻害は解除され、GSDMD-Nの細胞傷害性が引き起こされる。

## 活性化
GSDMDは、古典的・非古典的パイロトーシス経路の双方において炎症性カスパーゼによって切断されて活性化される。

### 古典的インフラマソーム経路
カスパーゼ-1は脊椎動物で保存されており、古典的経路に関与している。カスパーゼ-1はNLRP3インフラマソームやNLRC4インフラマソームなど古典的インフラマソームによって活性化される。こうしたインフラマソームは、細胞質基質において病原体関連分子パターン（PAMP）やダメージ関連分子パターン（DAMP）と呼ばれる特定の炎症性リガンドがNOD様受容体（NLR）によって認識されることで形成される多タンパク質複合体である。細菌のIII型分泌装置のロッドタンパク質やフラジェリンはNLRC4インフラマソームの強力な活性化因子であり、細菌毒素であるニゲリシンはNLRP3インフラマソームを活性化する。

### 非古典的インフラマソーム経路
マウスのカスパーゼ-11やそのヒトホモログであるカスパーゼ-4、-5は非古典系経路に関与しており、感染したグラム陰性菌によって分泌された細胞質基質中のリポ多糖に直接結合することで活性化される。
これらのカスパーゼの活性化に伴ってGSDMDはAsp275で切断され、この切断はパイロトーシスを駆動するために十分である。

## 機構

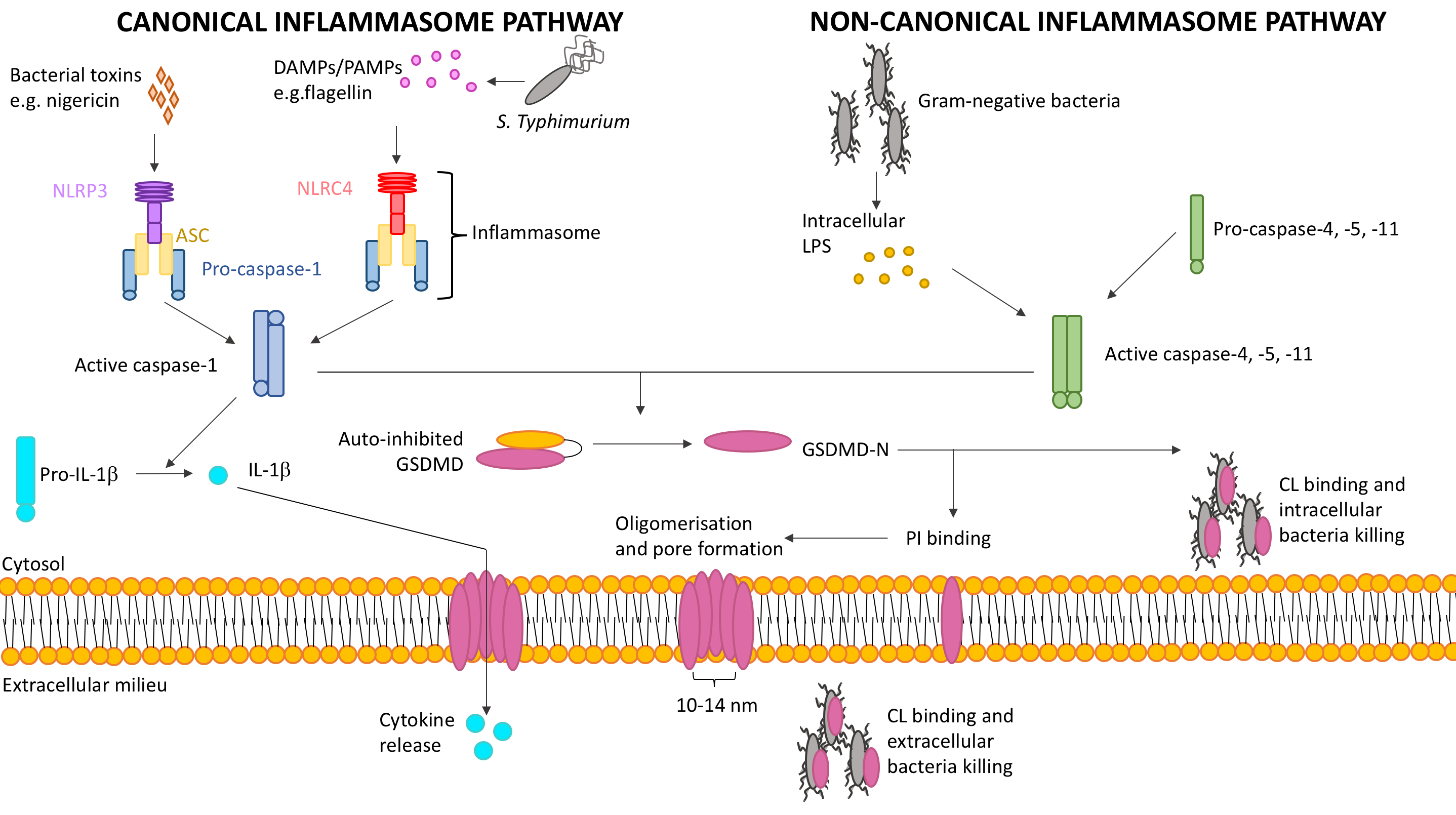
ガスダーミンDの活性化とポア形成機構の概要

タンパク質の切断後、GSDMD-Cは細胞質基質にとどまるのに対し、GDDMD-Nは膜脂質に係留されることで細胞膜へ局在する。GSDMD-Nと哺乳類の細胞膜内葉のホスファチジルイノシトール-4-リン酸（PI(4)P）やホスファチジルイノシトール-4,5-ビスリン酸（PI(4,5)P2）は、負に帯電したホスファチジルイノシトールの頭部と切断後に露出した正に帯電した表面との電荷相互作用によって特異的に強固に相互作用する。細胞膜の外葉にはホスファチジルイノシトールは存在しないため、意図せぬ組織損傷は最小限に抑えられる。脂質の結合によってGSDMD-Nは脂質二重層へ挿入されて膜内での高次オリゴマー化が誘導され、内径10–14 nmのポアが形成される。ポアの形成によって浸透圧は破綻し、パイロトーシスの形態学的特徴となる細胞の膨潤と溶解が引き起こされる。ポアはタンパク質分泌チャネルとしても機能し、急速な自然免疫応答のための炎症性サイトカインの分泌が促進される。GSDMD-Nは細胞質にも分布し、細胞内の細菌の膜の内葉や外葉に存在するカルジオリピンに選択的に結合する。またはパイロトーシスを起こした細胞からポアを通って細胞外環境へ分泌され、細胞外の細菌を標的として死滅させる。

## 臨床的意義
パイロトーシスはガスダーミンを介した壊死的細胞死として定義され、感染に対する免疫防御機構として機能する。GSDMDの発現または切断の欠陥によってパイロトーシスは遮断され、IL-1βの分泌は損なわれ、最終的には細胞内細菌の複製ニッチを除去することができなくなる。GSDMDの変異はさまざまな遺伝疾患や、脳腫瘍、肺がん、膀胱がん、子宮頸がん、皮膚がん、口腔がん、咽頭がん、結腸がん、肝がん、盲腸がん、胃がん、膵がん、前立腺がん、食道がん、頭頸部がん、血液のがん、甲状腺がん、子宮体がんなど、ヒトのがんと関連している。GSDMDのダウンレギュレーションによって、細胞の生存や腫瘍の進行に関与しているERK1/2、STAT3、PI3K/AKT経路を不活性化することができないために胃がんの増殖が促進されることが明らかにされている。一方、パイロトーシスの過剰の活性化によって敗血症や致死的な敗血症性ショックが引き起こされる場合がある。
GSDMDは炎症と関連した骨髄異形成症候群（MDS）の発生と進行に重要な役割を果たしており、GSDMDのノックアウトによってMDSマウスモデルの生存期間は有意に伸長する。パイロトーシス時のポア形成にGSDMDが果たす重要な役割は、炎症性カスパーゼと関連した自己炎症性疾患、敗血症や敗血症性ショックの治療のための将来的な薬剤開発へ向けて新たな道を切り開くものとなる可能性がある。

## 相互作用
GSDMD-Nは次に挙げる因子と相互作用することが示されている。
- ホスファチジルイノシトール-4-リン酸（英語版）（PI(4)P）
- ホスファチジルイノシトール-4,5-ビスリン酸（PI(4,5)P2）
- ホスファチジルイノシトール-3-リン酸（英語版）（PI(3)P）
- ホスファチジルイノシトール-5-リン酸（英語版）（PI(5)P）
- ホスファチジルイノシトール-3,4-ビスリン酸（PI(3,4)P2）
- ホスファチジルイノシトール-3,5-ビスリン酸（PI(3,5)P2）
- ホスファチジルイノシトール-3,4,5-トリスリン酸（PI(3,4,5)P3）
- ホスファチジン酸
- ホスファチジルセリン
- ホスファチジルエタノールアミン
- カルジオリピン（英語版）

## 関連文献
- “Distinctive expression and function of four GSDM family genes (GSDMA-D) in normal and malignant upper gastrointestinal epithelium”. Genes, Chromosomes & Cancer 48 (3):  261–71. (March 2009). doi:10.1002/gcc.20636. PMID 19051310.